# Lirula macrospora
Lirula macrospora (R. Hartig) Darker – gatunek grzybów z rodziny łuszczeńcowatych (Rhytismataceae). Mikroskopijny grzyb wywołujący chorobę o nazwie górska osutka świerka.

## Systematyka i nazewnictwo
Pozycja w klasyfikacji według Index Fungorum: Lophodermium, Rhytismataceae, Rhytismatales, Leotiomycetidae, Leotiomycetes, Pezizomycotina, Ascomycota, Fungi.
Po raz pierwszy takson ten opisał w 1874 r. Robert Hartig nadając mu nazwę Hypoderma macrospora. Obecną nazwę nadał mu Grant Dooks Darker w 1967 r.
Ma 9 synonimów. Niektóre z nich:
- Dermascia filiformis (Darker) Tehon 1935
- Lirula filiformis (Darker) Y.R. Lin & S.J. Wang 2004
- Lophodermium macrosporum (R. Hartig) Rehm 1887[3].

## Morfologia i rozwój
Konidiomy o długości 5–12 mm, w kolorze igły, z wąskim, poczerniałym obszarem na brzegach, otwierające się kilkoma ostiolami otoczonymi ciemnobrązową tkanką. Komórki naskórka igieł są silnie zdegradowane. Górna ściana apotecjów lekko wypukła, o grubości 5-7 µm, poczerniała na brzegach, składająca się z kutykuli i zdegradowanych ścian komórkowych naskórka; ściana dolna silnie poczerniała na brzegach, ale tylko słabo pośrodku, zbudowana ze ścian komórkowych naskórka; warstwa podbłonkowa o grubości 7-18 µm, składająca się z bladobrązowych, kulistych komórek. Komórki konidiotwórcze powstają bezpośrednio z hymenium, 10–12 × 2 µm, cylindryczne, zwężające się ku wierzchołkowi, szkliste, proliferujące enteroblastycznie. Konidia elipsoidalne, 1,5–2 (–2,5) x 1–1,5 µm, szkliste, gładkościenne. Askokarpy tworzą się zwykle na odosiowych powierzchniach igieł. W widoku z góry są wydłużone podłużno-eliptyczne, w zarysie raczej nieregularne, 1–7 (–10) x 0,3–0,6 mm. Mają końce tępe, silnie unoszące powierzchnię podłoża w części centralnej, otwierające się pojedynczym podłużnym pęknięciem wzdłuż linii aparatów szparkowych, powierzchnię ciemnobrązowę do czarnej, przechodzącą w bladobrązową (kolor tkanki żywiciela) w kierunku brzegu. W środkowym przekroju pionowym askokarpy są całkowicie zanurzone w naskórku; mają wypukłą górną ścianę o grubości 40–120 µm w miejscu pęknięcia, ok. 25 µm grubości w kierunku krawędzi hymenium, tkanka patogenu rozciąga się poza krawędź hymenium do ok. 200 µm, degradując i rozszczepiając komórki naskórka; górna ściana składa się z zewnętrznej warstwy naskórka żywiciela i silnie zdegradowanych ścian komórkowych naskórka oraz wewnętrznej warstwy poczerniałych strzępek patogenu, przestrzenie międzykomórkowe wypełnione silnie poczerniałym materiałem; dolna ściana silnie wklęsła. Subhymenium o grubości 25–30 µm, składające się z bardzo cienkościennej, spłaszczonej szklistej twarstwy komórek. Parafizy długości 100-130 µm, nitkowate, lekko nabrzmiałe na wierzchołku, czasami rozgałęzione w pobliżu wierzchołka, septowane, często nieco powykrzywiane, grubo pokryte żelem. Worki dojrzewające sekwencyjnie, jajowato-cylindryczne, o stosunkowo długiej szypułce i tępym lub lekko ściętym wierzchołku, 110–140 × 15–20 µm, bardzo cienkościenne, bez zgrubień wierzchołkowych, 8 zarodnikowe. Askospory pęczkowate, czasem spiralnie zwinięte, nitkowate, cylindryczne, z tępym wierzchołkiem i zwężające się ku podstawie, 56–77 × 2,5–3,5 µm, szkliste, bezprzegrodowe, otoczone galaretowatą otoczką o grubości 3–4 µm.
Cykl rozwojowy Lirula macrospora trwa kilka lat. Patogen zimuje na opadłych igłach. Infekcja trwa od późnej wiosny do połowy lata. Zarodniki rozprzestrzeniają się przez rozpryskiwanie kroplami deszczu. Infekcja prawdopodobnie rozpoczyna się na igłach tegorocznych. Zarodniki są wytwarzane w trzecim roku życia porażonych igieł.

## Występowanie
Występuje w Ameryce Północnej i Europie, podano jego stanowisko także w Republice Południowej Afryki. W Polsce podano liczne stanowiska na igłach świerka (Picea).